# The Beekman Hotel & Residences
The Beekman Hotel & Residences est un gratte-ciel résidentiel et hôtelier de 209 mètres construit en 2017 à New York aux États-Unis. 